# Публій Волумній Амінцін Галл
Пу́блій Волу́мній Амінці́н Галл (лат. Publius Volumnius Amintinus Gallus; V століття до н. е.) — політик, державний і військовий діяч Римської республіки, консул 461 року до н. е.

## Біографія
Походив з патриціанського роду Волумніїв. Про батьків, молоді роки його згадок у джерелах немає. 
461 року до н. е. його було обрано консулом разом з Сервієм Сульпіцієм Камеріном Корнутом. Упродовж цієї каденції відбулися сутички через внесення до римського сенату закону Lex Terentilia і судовий процес проти Цезона Квінкція, сина консула 460 року до н. е. Луція Квінкція Цинцінната. Війни під час цього консулата не велися.
460 року до н. е. в Римі відбувся кривавий бунт рабів і сабінян на чолі з Аппієм Ердонієм. Заколотники захопили Капітолій. Римські війська відбили пагорб, при чому в перших рядах воїнів бився Публій Волумній. 
458 року до н. е. до битви на рівнині Алгід (Mons Algidus) його разом з Авлом Постумієм Альбом Регілленом і Квінтом Фабієм Вібуланом включили у склад посольства до еквів з метою провести з ними перемовини.
З того року відомостей про подальшу долю Публія Волумнія Амінціна Галла немає.